# Hatlábúak
A hatlábúak (Hexapoda) (a név éppen a görög „hat láb” fordítása) az ízeltlábúak legnagyobb fajszámú altörzse. Ide sorolják Entognatha (v. Parainsecta) néven a rovarok mellett a szárnyatlan ízeltlábúak három kisebb csoportját: az ugróvillásokat (Collembola), a félrovarokat (Protura) és lábaspotrohúakat (Diplura; ezeket korábban rovaroknak tekintették). Az ugróvillások a szárazföldeken igen gyakoriak. A Hexapoda csoport nevét legjellemzőbb tulajdonságáról kapta: különálló tor három pár lábbal. Az ízeltlábúak legtöbb rendszertani csoportjának háromnál több pár lába van.

## Megjelenésük, felépítésük
Szelvényezett testük az anterior helyzetű fejre, a torra és a posterior potrohra tagolódik. A fej (caput) hat szelvényből forr össze. A tor (thorax) három, a potroh (abdomen) pedig legfeljebb 12 szelvényből áll.

### Fej
A fej elülső része a szájnyílás előtti (preszegmentális) rész (acron), amit hat, szorosan összeforrt szelvény követ. A szemek általában az acronon vannak. A szegmentált rész függelékei: 

- VI. szegmens: labium (alsó ajak)

A száj a 4-5. szegmens közt nyílik, és a 6. szegmensből kiinduló labium (alsó ajak) fedi. A rovarok szájszerve ectognatha (fejtokba be nem húzható) jellegű; az altörzs másik nagy kládjáé endognatha (behúzható). Hasonló függelékek találhatók a soklábúak és a rákok fején is, de azoknak második csáppárjuk is van.

### Tor
A tor három szelvényből áll, mindegyiken egy-egy pár ízelt lábbal. Ahogy az a szárazföldi életmódra áttért ízeltlábúaknál szokásos, az öt szegmensből álló lábak a járásra alkalmasak, a víz alatti légzést nem segítik. A 2-3. torszelvényen fejlődhetnek szárnyak. Ezek egyes vélemények szerint a rákok kopoltyúival homológok, mások szerint a szelvények kinövéseiből fejlődtek ki.

### Potroh
A rovarok potroha 11, a Protura rend fajaié 12, az ugróvillásoké mindössze 4–6 szelvényből áll. A potrohon kevés függelék található, ez a külső ivarszervekre, illetve egyes fajoknál az utolsó szelvényen egy pár érzékelő fartoldalékra (cercus) korlátozódik.

## Hexapoda-kapcsolatok
Alakjuk hasonlósága alapján hagyományosan a soklábúakat (Myriapoda) tartották a hatlábúak legközelebbi rokonainak, és ezeket együtt egy Uniramia vagy Atelocerata nevű altörzs alosztályainak tekintették. Az újabb kutatások ezt megkérdőjelezték, és jelenleg úgy tűnik, hogy a hatlábúak legközelebbi rokonai a rákok. A nem rovar hatlábúakat vagy egy evolúciós leszármazási vonalba sorolták, tipikusan egy Entognatha osztályba (kladogram „A”), vagy különböző, az Insecta osztállyal más-más viszonyban álló vonalakba. A rovarokkal különösen a lábaspotrohúak lehetnek rokonságban; inkább,  mint az ugróvillások vagy a félrovarok (kladogram „B”). Egyes bizonyítékok azt sugallják, hogy a hatlábúak nem minden csoportja származik közös őstől (polifiletikusak); különösen az ugróvillásokról képzelhető el, hogy máshová tartoznak.
A molekuláris analízis eredményei azt sugallják, hogy a hatlábúak valamikor a szilur időszak elején (mintegy 440 millió évvel ezelőtt), az edényes növények megjelenésével egy időben váltak külön testvércsoportjuktól, a levéllábú rákoktól (Anostraca).
Az alábbi, a hatlábúak viszonyainak három lehetséges változatát mutató kladogramokat a Tree of Life Project alapján rajzoltuk meg; a Diplura helyzete bizonytalan:
| Ellipura | \| \| Collembola \| \| \| \| \| \| Protura \| \| \| \| |
|          | \| \| Collembola \| \| \| \| \| \| Protura \| \| \| \| |
|          | Diplura                                                |
|          |                                                        |
|          | Collembola                                             |
|          |                                                        |
|          | Protura                                                |
|          |                                                        |

|  | Collembola |
|  |            |
|  | Protura    |
|  |            |

| Ellipura | \| \| Collembola \| \| \| \| \| \| Protura \| \| \| \| |
|          | \| \| Collembola \| \| \| \| \| \| Protura \| \| \| \| |
|          | Diplura                                                |
|          |                                                        |
|          | Collembola                                             |
|          |                                                        |
|          | Protura                                                |
|          |                                                        |

|  | Collembola |
|  |            |
|  | Protura    |
|  |            |

A
|  | Collembola |
|  |            |
|  | Protura    |
|  |            |

|  | Diplura |
|  |         |
|  | Insecta |
|  |         |

|  | Collembola |
|  |            |
|  | Protura    |
|  |            |

|  | Diplura |
|  |         |
|  | Insecta |
|  |         |

B
| Ellipura | \| \| Collembola \| \| \| \| \| \| Protura \| \| \| \| |
|          | \| \| Collembola \| \| \| \| \| \| Protura \| \| \| \| |
|          | Diplura                                                |
|          |                                                        |
|          | Insecta                                                |
|          |                                                        |
|          | Collembola                                             |
|          |                                                        |
|          | Protura                                                |
|          |                                                        |

|  | Collembola |
|  |            |
|  | Protura    |
|  |            |

C

## Fordítás
- Ez a szócikk részben vagy egészben  a   Hexapoda című angol Wikipédia-szócikk ezen változatának fordításán alapul.  Az eredeti cikk szerkesztőit annak laptörténete sorolja fel. Ez a jelzés csupán a megfogalmazás eredetét és a szerzői jogokat jelzi, nem szolgál a cikkben szereplő információk forrásmegjelöléseként.